# Joseph Buquet
Joseph Buquet è un personaggio immaginario de Il Fantasma dell'Opera.

## Il personaggio
Lavora all'Opéra Garnier come macchinista teatrale ed è uno dei pochi ad aver visto il Fantasma dell’Opera, descrivendolo incredibilmente magro con la testa avvolta da fiamme purpuree. Tutte le ballerine del teatro gli credono, poiché Buquet ha la fama di essere un gran lavoratore e nessuno lo ha mai visto bere.
Nel primo capitolo del romanzo Buquet viene trovato impiccato nel terzo sotterraneo del teatro dell'Opera, alla scenografia di “Le Roi de Lahore”. Il Fantasma dell’Opera lo ha ucciso perché Buquet aveva trovato uno dei numerosi ingressi del suo covo.
Nel musical di Andrew Lloyd Webber “The Phantom of the Opera”, Joseph Buquet acquista una sfumatura malevola e maliziosa, ed ha l'abitudine di spaventare le ballerine con racconti sul fantasma (Magical Lasso), nonostante i rimproveri di Madame Giry. 
Il fantasma lo impicca durante la rappresentazione de Il Muto, facendone precipitare il corpo sul palco, interrompendo il balletto dell'atto terzo.

## Interpreti
Nel film del 2004 è interpretato da Kevin McNally.